# テレビシオン・ナシオナル・デ・チレ
テレビシオン・ナシオナル・デ・チレ（Televisión Nacional de Chile、チリ国営放送）は、チリの国営放送局。略称はTVN（テー・ベー・エネ）。1969年に初めて放送を開始する。衛星放送チャンネルTV Chileの名義で国際放送でも送信されている。

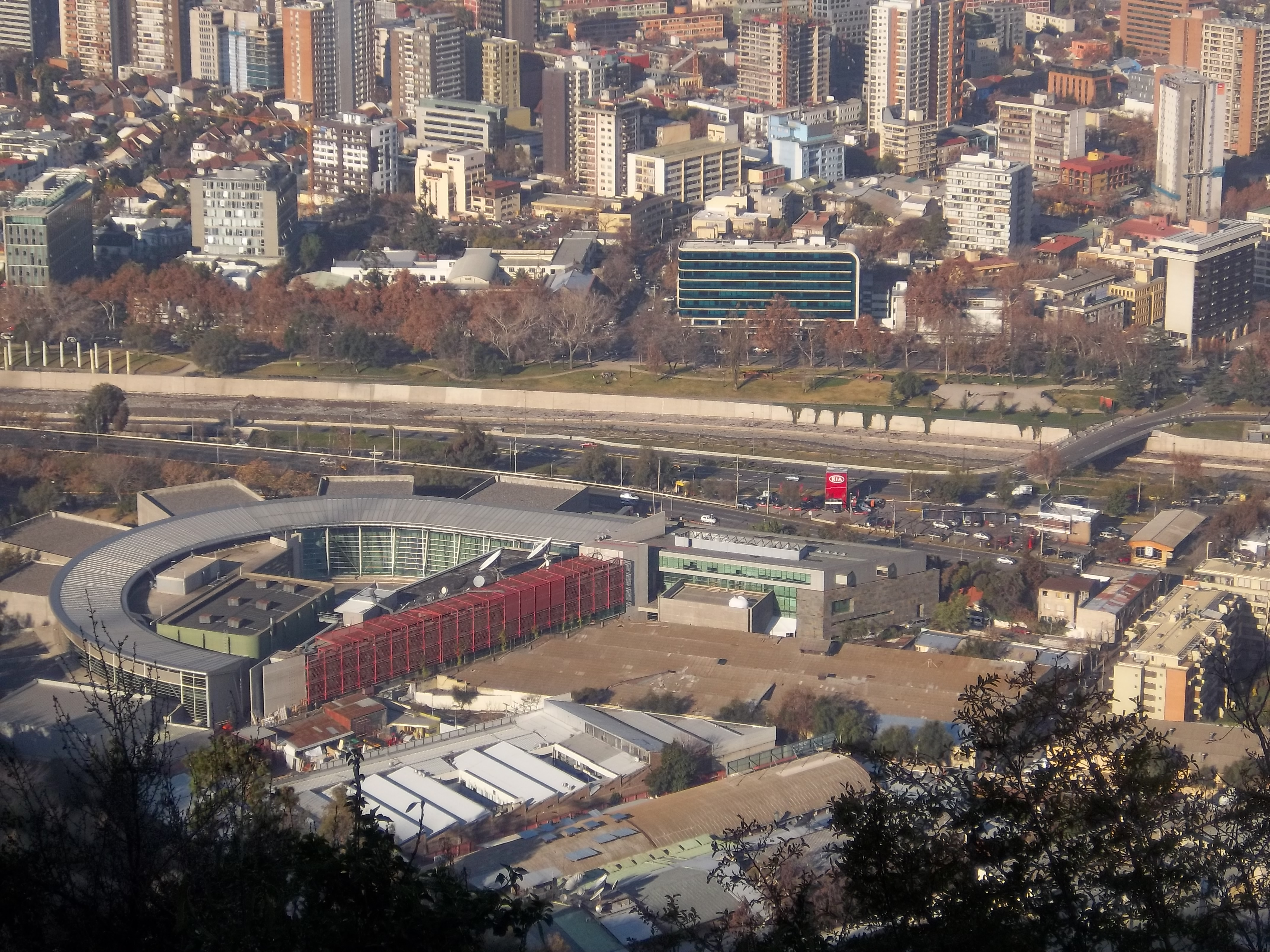
サンティアゴ、チリのTVNの本部

## 履歴
- 1969年10月：チリで最初の全国的なネットワークを持つテレビチャンネルになった。
- 1974年6月：西ドイツで行われるFIFAワールドカップを放送。
- 1976年9月：チリでは初めてヘリコプターから放送するテレビチャンネルとなった。

## 放送チャンネル
チリ国内向け
- TVN（総合編成放送）
- NTV（教育と文化専門チャンネル）
- Canal 24 Horas（ニュース専門放送）
- TVN3

国外向け
- TV Chile

## 備考

### ロゴマーク

1969年11月 – 1978年
1978年11月 – 1984年
1984年11月 – 1988年
1988年11月 – 1990年
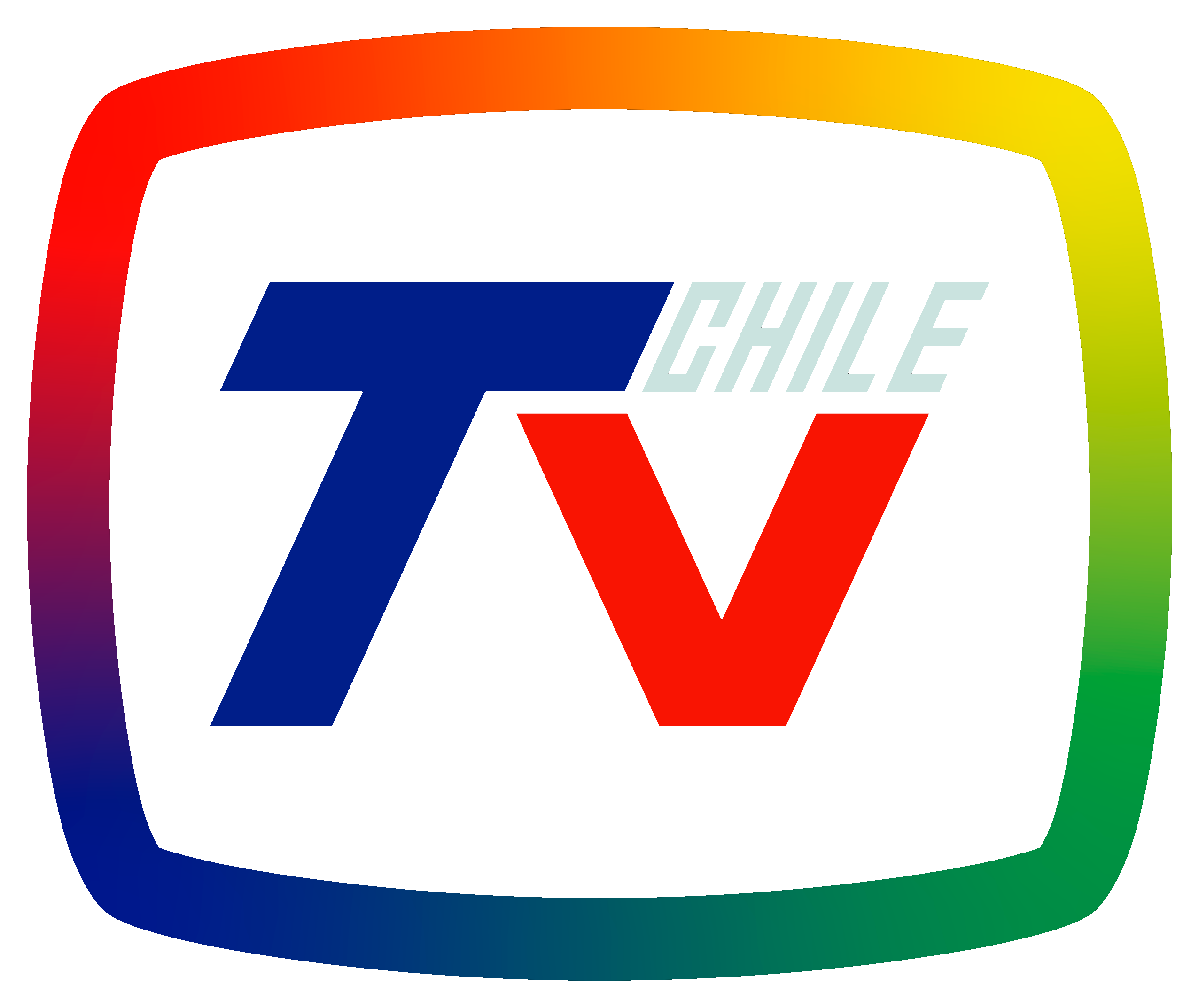
1990年11月
1990年11月 – 1993年
1993年-1996年
1996年-2004年
2004年–2016年
2016年-2020年
2020年-放送中